# Yan Song (Kanzler)

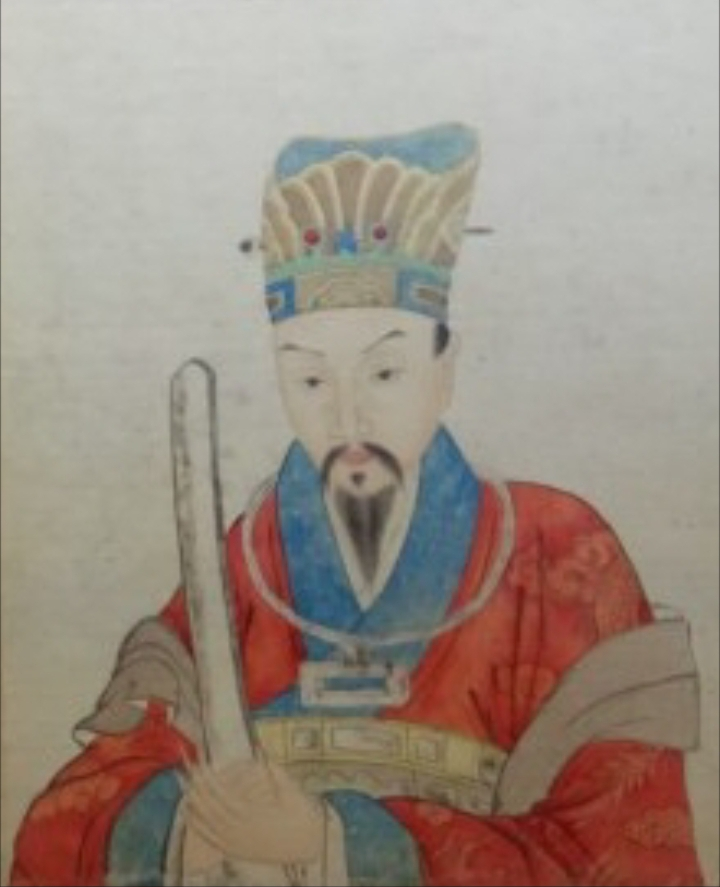
Porträt der Yan Song

Yan Song (chinesisch 嚴嵩 / 严嵩, Pinyin Yán Sōng; 1480–1567), Großjährigkeitsname Weizhong (惟中), Pseudonym Jiexi (介溪) war ein chinesischer Politiker in der Zeit der Ming-Dynastie. Er war bekannt für Korruption. Trotzdem beherrschte er die Regierung des Ming-Kaisers Jiajing zwei Jahrzehnte lang als Oberster des Großen Sekretariats (內閣, Nèigé).

## Leben
Yan Song wurde in Fenyi (分宜) geboren, einem Ort, der heute in der Provinz Jiangxi liegt. Sein Vater gab sich größte Mühe, den Sohn auf die chinesische Beamtenprüfung vorzubereiten. Als begabter Schüler legte er das Ortsexamen bereits im Alter von zehn Jahren ab und erreichte den Grad des Jinshi (進士) mit 25 Jahren. Daraufhin wurde er im kaiserlichen Sekretariat als Schreiber angestellt.
Seine Karriere wurde jedoch unterbrochen, als ihn eine Krankheit zwang, in seine Heimatstadt zurückzukehren. Dadurch entkam er allerdings den Unruhen um den Eunuchen Liu Jin.
Bald nach der Exekution von Liu Jin kehrte Yan Song nach Beijing zurück, wo er in der Hanlin-Akademie zunächst in Beijing und später in Nanjing eingesetzt wurde.

### Oberster des Großen Sekretariats
Yan Song war Vorsteher des Neige unter dem Jiajing-Kaiser von 1544 bis 1545 und von 1548 bis 1562. er war ein enger Verbündeter von Zhao Wenhua. Während seiner zweiten Amtszeit dominierte er zusammen mit seinem Sohn Yan Shifan die höfische Politik mit der stillen Zustimmung des Kaisers, der sich wenig um die Regierungsgeschäfte kümmerte und sich lieber mit Sinnenfreuden und Daoismus beschäftigte. Yan Songs Reichtum soll ähnlich groß gewesen sein, wie das Vermögen des Kaisers. Unter anderem verkaufte er öffentlich Staatsämter, was ihm auch viele Gegner einbrachte. Letztlich fiel er in Ungnade und starb bald darauf in Armut. Sein Sohn Yan Shifan wurde hingerichtet, weil er mit den Wokou-Piraten zusammenarbeitete, die in dieser Zeit die chinesischen Küstenprovinzen unsicher machten.

## Kultur
Yan Song ist Namensgeber für eine Chinesische Oper mit dem Titel Yan Song Schlagen (打嚴嵩,  Dǎ Yán Sōng).